# وزارة المالية والتخطيط (تنزانيا)
وزارة المالية هي وزارة ضمن الحكومة التنزانية، والمسؤولة عن توجيه السياسات الماليَّة العامَّة والاقتراض وتحسين الاقتصاد وضبط ميزانية البلاد.
وزير المالية التنزاني الحالي هو حمد تشاندي.

## أنظر أيضا
- اقتصاد تنزانيا

## روابط خارجية
- الموقع الرسمي